# Montanuy
Montanuy är en kommun i Spanien.   Den ligger i provinsen Provincia de Huesca och regionen Aragonien, i den nordöstra delen av landet, 400 km nordost om huvudstaden Madrid. Antalet invånare är 265. Arean är 174 kvadratkilometer. Montanuy gränsar till El Pont de Suert, Vielha e Mijaran, Vilaller, Benasque, Bonansa, Laspaúles och Castejón de Sos. 
Terrängen i Montanuy är mycket bergig.